# Little Lord Fauntleroy (1921)
Little Lord Fauntleroy is een Amerikaanse stomme film uit 1921 onder regie van Alfred E. Green en Jack Pickford. De film is gebaseerd op het boek van Frances Hodgson Burnett. Mary Pickford speelt een dubbelrol in de film; een jongen en zijn moeder. Latere filmversies van Little Lord Fauntleroy verschenen in 1936 en 1980, de laatste met Rick Schroder en Sir Alec Guinness in de hoofdrollen.

## Verhaal
Cedric Fauntleroy groeit op in New York. Zijn rijke grootvader is op zoek naar zijn erfgenaam: zijn kinderen zijn overleden en Cedric blijkt zijn enige kleinzoon te zijn. Hij wil hem graag zelf verder opvoeden, maar accepteert de moeder van de jongen niet. Niet alles gaat volgens plan als er een bedrieglijke andere kleinzoon opduikt wat het leven van Cedric op zijn kop zet.

## Rolverdeling
| Acteur              | Personage                 |
| ------------------- | ------------------------- |
| Mary Pickford       | Cedric Errol/Weduwe Errol |
| Claude Gillingwater | Earl of Dorincourt        |
| Joseph J. Dowling   | William Havisham          |
| James A. Marcus     | Hobbs                     |
| Kate Price          | Mrs. McGinty              |
| Rose Dione          | Minna                     |